# Алеја стрељаних родољуба 1941—1944. на Новом гробљу у Београду
Алеја стрељаних родољуба 1941—1944, позната и као Алеја бораца Народноослободилачког рата и Алеја жртава окупатора 1941—1944. једна је од засебних целина на Новом гробљу у Београду. Налази се у централном делу гробља, између Алеје великана и Алеје заслужних грађана. Изграђена је 1959. на иницијативу Савеза бораца Народноослободилачког рата (СУБНОР), на месту на ком су новембра 1944. сахрањени посмртни остаци есхумираних жртава Бањичког логора и других београдских стратишта. Аутори спомен-комплекса су архитекте Светислав Личина и Богдан Богдановић.

## Опис споменичког комплекса
Лево од улаза у Алеју стрељаних налази се симболичан приказ београдског трга Теразије, са пет стилизованих бронзаних стубова са канделабрима који представљају електричнe стубовe на Теразијама, на које су Немци 17. августа 1941. године обесили пет родољуба. После Другог светског рата оригинална вешала – бандере, на којима су били обешени устаници, пренете су на Ново гробље приликом формирања Алеје. Међутим, оне су приликом реконструкције комплекса 2003. нестале и 2005. замењене су копијама.
У централном делу налази се масовна гробница, изнад које је уздигнута травната хумка, у којој су смештени посмртни остаци 1.057 бораца, изгинулих у окупираном Београду, и људи страдалих у логорима. У Алеји се налази споменик палим борцима на ком се налазе две спомен-плоче. Остатак алеје сачињавају спомен-плоче погинулим родољубима.
На првој спомен-плочи стоји натпис: 
У хумци ове алеје почивају посмртни остаци:
Родољуба које су стрељали у Београду Специјална полиција и Гестапо 1941-1944. године. Преношење је обављено 1959. године са Централног гробља у Маринковој Бари, са гробља на Старом Сајмишту и из парцела на Новом гробљу. Од 804 есхумиране жртве, 462 је идентификовано.
Погинулих 60 бораца Пете крајишке ударне дивизије НОВЈ у биткама за ослобођење Београда из октобра 1944. године, њихова имена уклесана су на плочи те дивизије на Гробљу ослободилаца Београда 1944. године.
Жртве усташких злочина извађених из Саве: 150 из 1941. године и 254 из марта 1945. године првобитно сахрањених у парцелама на Новом гробљу и код Куле Небојише.
Савез удружења бораца НОР-а Београд, обновљено 2004. године.
На другој спомен-плочи стоји натпис: 
Ове бакље над пољем славе сведочиће вечно о неуништивости јуначких дела бораца који су 1941-1944 у окупираном Београду извршавајући револуционарни завет дали своје животе за нову социјалистичку Југославију

## Сахрањени
Неки од сахрањених у Алеји бораца Народноослободилачког рата су:
Напомена: поред имена сахрањених, налазе се само натписи који се налазе на плочама, више о личностима сахрањеним на овом гробљу можете видети у чланку Београд у Народноослободилачкој борби.
- Радмила Атанацковић
- Вукашин Антић Додић, секретар Централног одбора Народне помоћи
- Шела Барух
- Павле Бихаљи
- Милутин Благојевић
- Ратка Благојевић
- Душан Богдановић, политичар и публициста, потпредседник Народне сељачке странке
- др Тодор Бороцки
- Јованка Букумировић
- Мирослав Букумировић, народни херој, члан Рејонског комитета КПЈ Београда
- Србијанка Букумировић
- Мате Видаковић
- Маријана Грегоран
- Мила Димић
- Ђурђелена Динић, народни херој
- Тодор Дукин, секретар Окружног комитета КПЈ за Београд
- Љубица Жужек
- Цирил Жужек
- Јанко Лисјак, народни херој, секретар Месног комитет КПЈ Београда
- инг Василије Ивановић, секретар Рејонског комитета КПЈ за Београд
- Мија Ковачевић, члан Окружног комитета КПЈ за Београд
- Клара Колер-Ивајнер са синчићем Коканом
- Леонтина Краус
- Филип Мацура
- Душан Николиш
- Давид Пајић, народни херој, секретар Месног комитета КПЈ Београда
- Гордана Парента
- Ненад Парента, народни херој, секретар Рејонског комитета КПЈ за Беогарад
- Олга Ђуришић-Парента
- Владета Поповић Пинецки, шпански борац
- Јулишка Салај
- Корнелија Сенде-Поповић, шпански борац
- Надежда Пурић, народни херој, члан КПЈ
- Станислав Сремчевић, народни херој, члан Покраинског комитета КПЈ за Србију
- Ђуро Стругар, народни херој, члан Покраинског комитета КПЈ за Србију
- Мирко Томић, народни херој, члан Покраинског комитет КПЈ за Србију
- Радмила Шнајдер, члан Рејонског комитета КПЈ Београда
- Јосиф Шћурла, члан Месног комитет СКОЈ-а Београда

## Реконструкција 2003. године
Приликом реконструкције комплекса 2003. године споменик „Пет вешала” је оскрнављен. Овај споменик је првобитно био начињен од  оригиналних делова теразијских бандера, на које су 17. августа 1941. нацисти повешали у оближњем затвору Гестапоа претходно стрељану петорицу родољуба. Године 2003. препродавци секундарних сировина искористили су тренутак кад су, због реконструкције, вешала била демонтирана и током ноћи тројица њих одвезла их запрежним колима. Споменик су исекли, и немајући појма о његовој правој цени и културно-историјској вредности, продали у старо гвожђе за неколико хиљада динара. Полиција је вешала пронашла на отпаду. Била су уништена до немогућности реконструкције. Остаци се чувају на Централном гробљу. Нови споменик израђен је према сачуваним фотографијама и постављен у мају 2005. године. Копије „Пет вешала”  морале су бити израђене ручно, те су за такав посао биле неопходне старе занатлије, ковачи. за ово недело нико до сада није одговарао.

## Галерија
- Улаз, дело архитекте Богдана Богдановића
- Гроб Србијанке Букумировић
- Гроб Мирослава Букумировић
- Гроб Ненада Паренте
- Гроб Ђуре Стругара
- Гроб Мирка Томића
- Гроб Душана Богдановића